# Вудсон (Іллінойс)
Вудсон (англ. Woodson) — селище (англ. village) в США, в окрузі Морган штату Іллінойс. Населення — 498 осіб (2020).

## Географія
Вудсон розташований за координатами 39°37′39″ пн. ш. 90°13′31″ зх. д. / 39.62750° пн. ш. 90.22528° зх. д. (39.627465, -90.225407).  За даними Бюро перепису населення США в 2010 році селище мало площу 1,01 км², уся площа — суходіл.

## Демографія
Згідно з переписом 2010 року, у селищі мешкало 512 осіб у 209 домогосподарствах у складі 145 родин. Густота населення становила 506 осіб/км².  Було 220 помешкань (217/км²).
Расовий склад населення:
| - 98,4 % — білих - 0,4 % — азіатів |

До двох чи більше рас належало 1,2 %. Частка іспаномовних становила 1,0 % від усіх жителів.
За віковим діапазоном населення розподілялося таким чином: 24,8 % — особи молодші 18 років, 63,1 % — особи у віці 18—64 років, 12,1 % — особи у віці 65 років та старші. Медіана віку мешканця становила 41,2 року. На 100 осіб жіночої статі у селищі припадало 93,9 чоловіків;  на 100 жінок у віці від 18 років та старших — 95,4 чоловіків також старших 18 років.
Середній дохід на одне домашнє господарство  становив 60 812 долари США (медіана — 53 438), а середній дохід на одну сім'ю — 78 676 доларів (медіана — 78 750). За межею бідності перебувало 11,1 % осіб, у тому числі 21,6 % дітей у віці до 18 років та 0,0 % осіб у віці 65 років та старших.
Цивільне працевлаштоване населення становило 178 осіб. Основні галузі зайнятості: освіта, охорона здоров'я та соціальна допомога — 23,6 %, публічна адміністрація — 15,7 %, виробництво — 10,1 %, роздрібна торгівля — 9,6 %.